# Banankartong

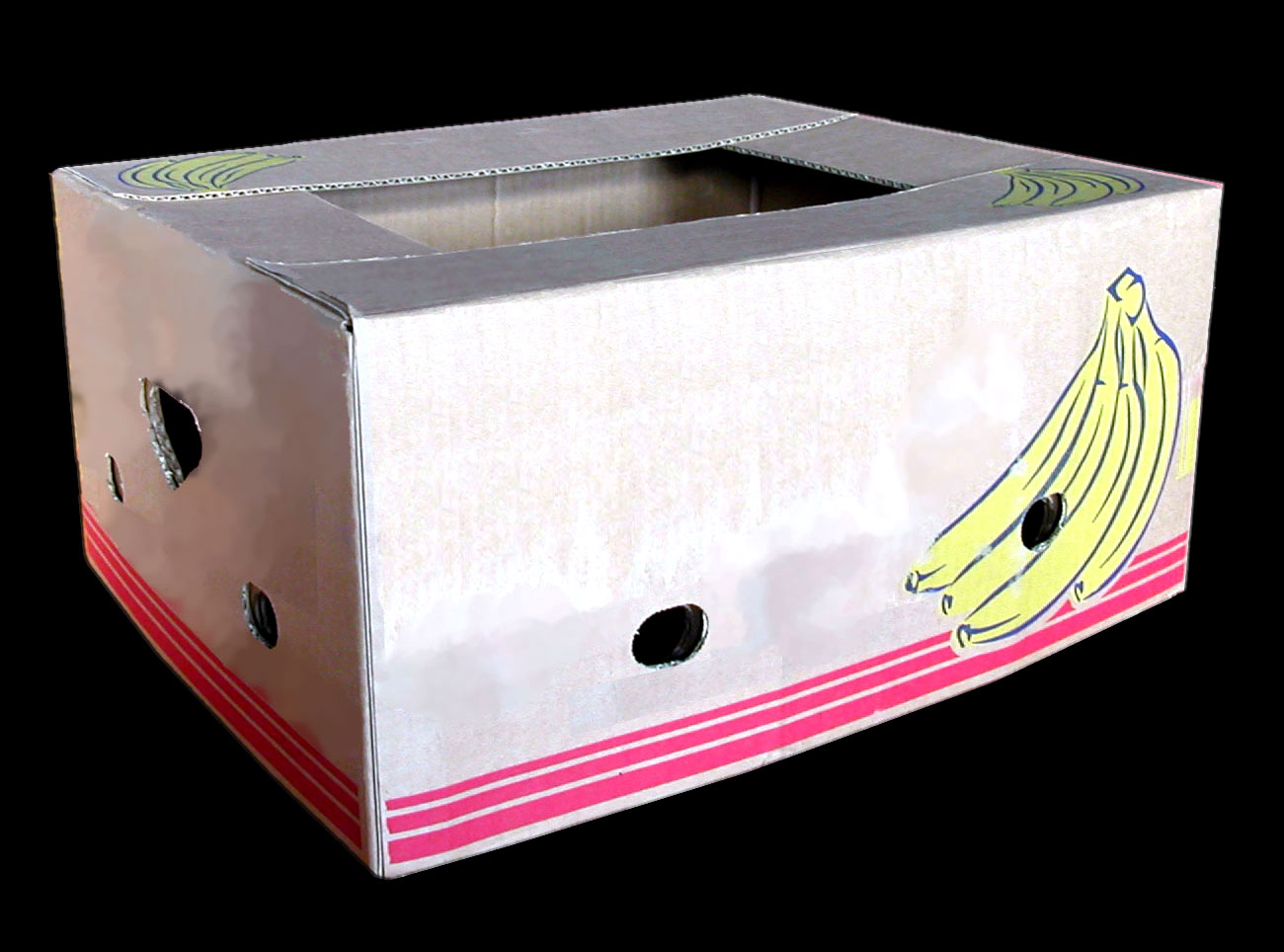
En banankartong.

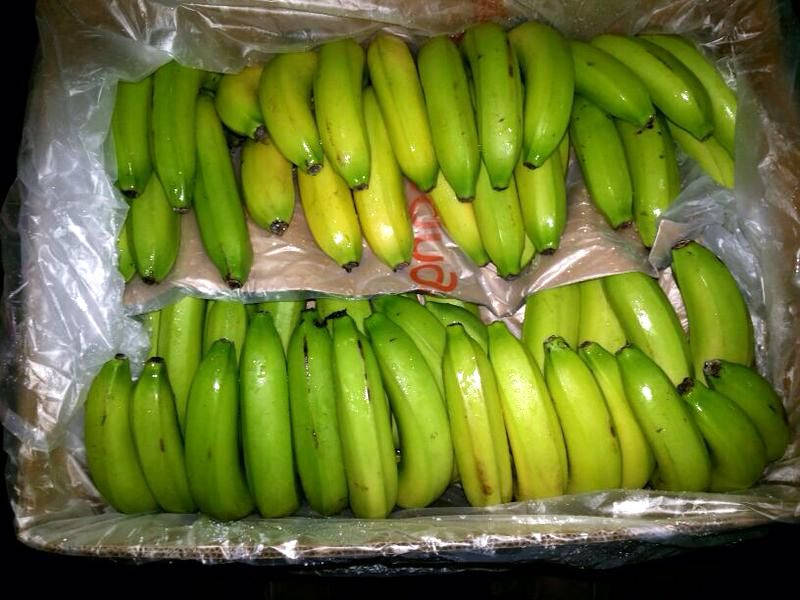
Bananernas placering i banankartongen under transport.

En banankartong eller bananlåda är en kartong ursprungligen avsedd för att transportera bananer.
En bananlåda rymmer ungefär 18 kilo bananer. Måtten på banankartongerna varierar något mellan olika märken, men botten brukar vara ungefär 40 cm × 54 cm och höjden ungefär 25 cm. En container kan innehålla 1 200 banankartonger.
År 1961 började lådor användas för transport av bananer. Tidigare hängdes bananerna upp på krokar i fartygens lastrum, något som försämrade bananernas skick vid ankomst till destinationen.

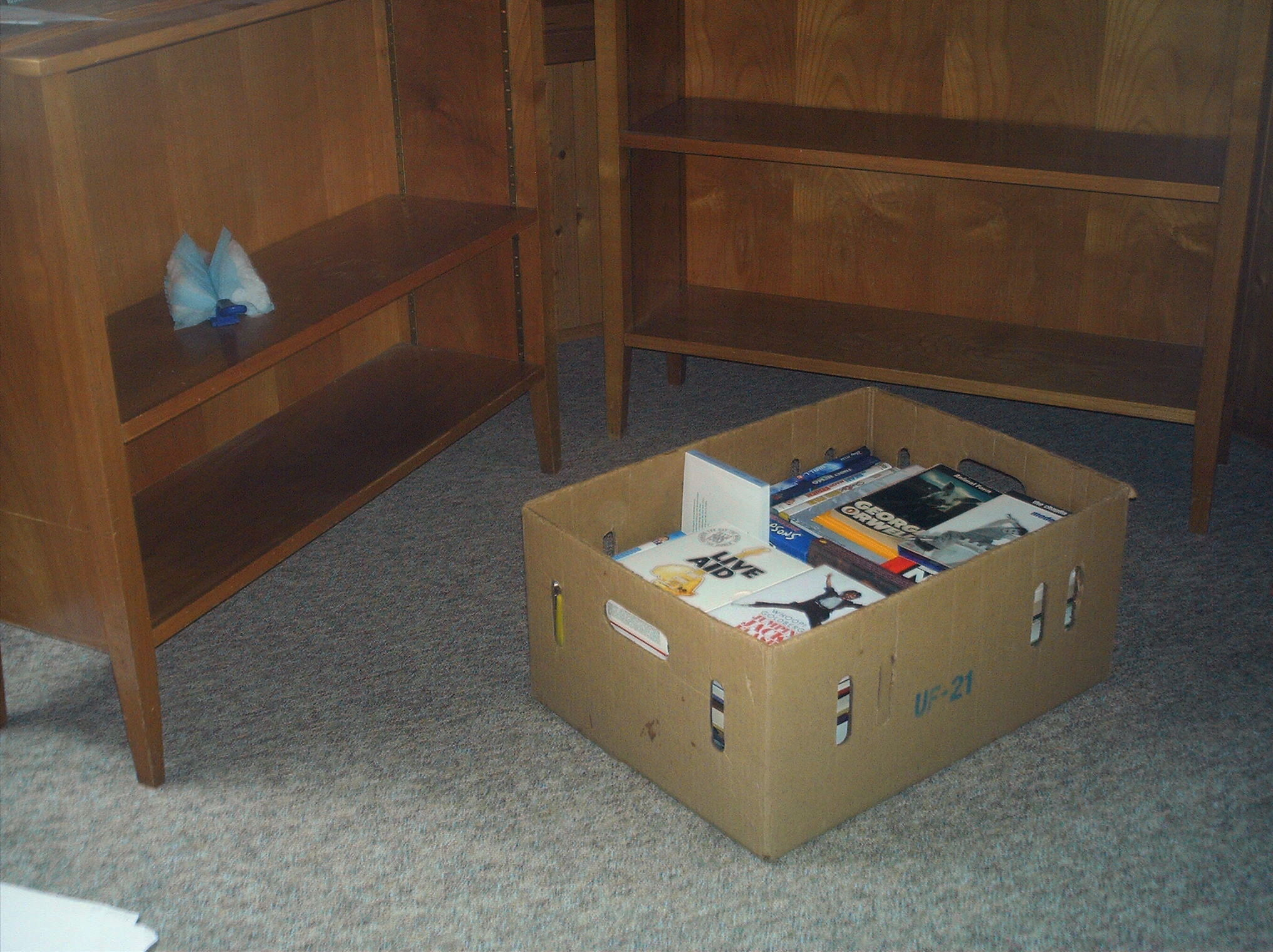
Böcker, DVD-filmer och videokassetter packade i en bananlåda.

Banankartonger används även för förvaring eller transport av föremål, till exempel när någon skall flytta. I bland annat Sverige har det förekommit att man kan få banankartonger gratis i livsmedelsbutiker. Andra livsmedelsbutiker tar betalt för kartongerna och inkomsterna kan gå till exempelvis välgörande ändamål. Nackdelar med att använda banankartonger vid flytt kan vara storleken och att botten inte är tillräckligt hållbar.
Det förekommer lösa uppgifter om att banankartonger kan innehålla gifter som gör det olämpligt att använda kartongerna till förvaring av exempelvis kläder och bruksföremål. Livsmedelsverkets kontrollverksamhet, som testar banankartonger, ansåg 2004 att det enbart var ett rykte. År 2012 kunde inte Naturskyddsföreningen ge något säkert svar, men bedömde att risken för höga gifthalter i kartongerna var osannolik.
Ibland påträffas spindlar i fraktade banankartonger. Enligt djurexperten Jonas Wahlström på Skansen-Akvariet 2018 fanns det inte några riktigt farliga spindlar i bananproducerande länder. Under 2010-talet har däremot Storbritannien och Tyskland rapporterat om att dödliga brasilianska giftspindlar hittats i banankartonger.
Under år 2018 skulle Nederländerna på försök ersätta banankartonger med vikbara plastbackar som kan återanvändas. Anledningen är miljöskäl.